# 포물선 운동

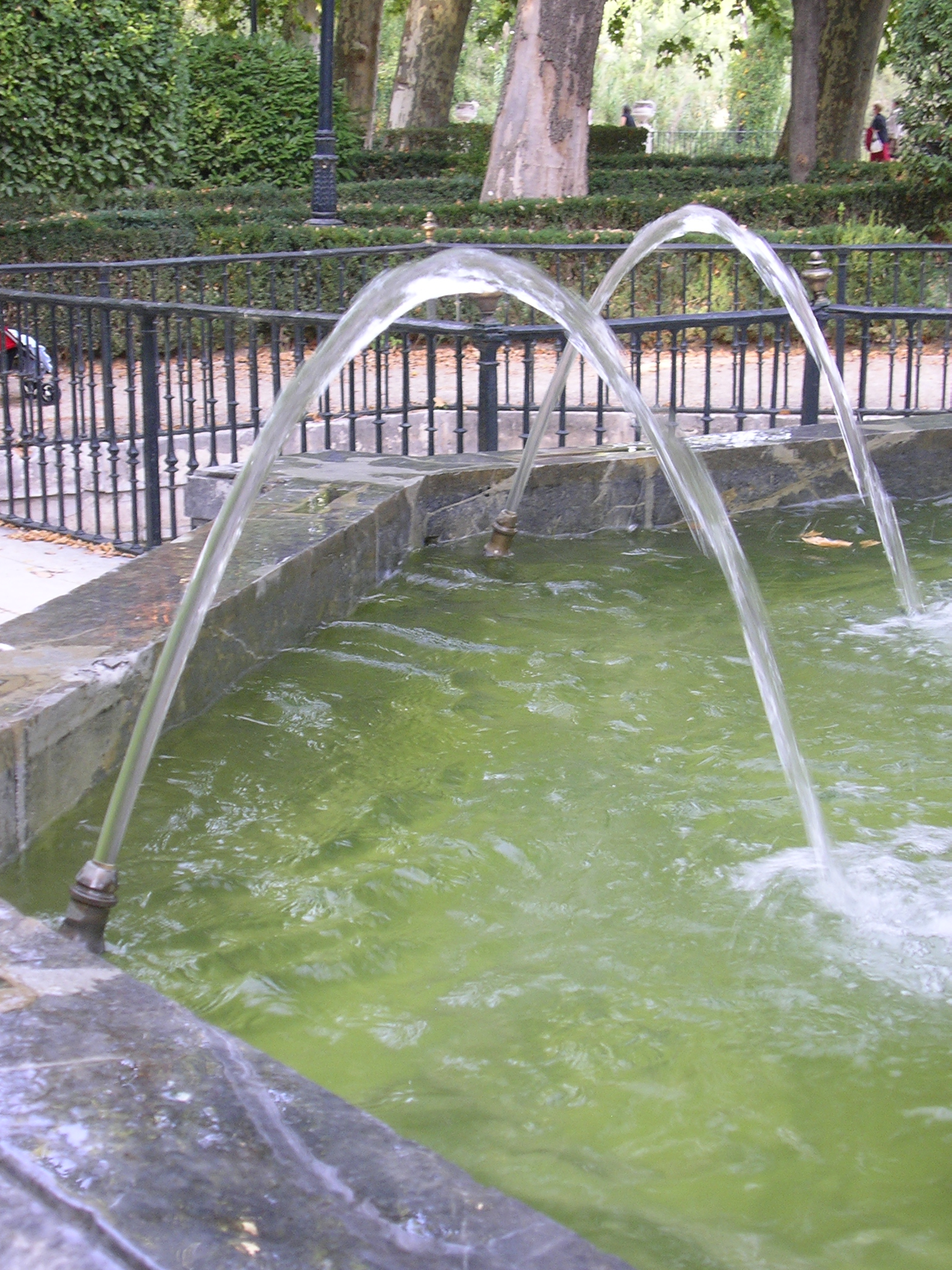
포물선을 그리는 물의 궤적.

포물선 운동(抛物線運動)은 포물체가 운동 방향과 같지 않은 방향으로 힘을 받을 때의 운동을 뜻한다. 일반적으로 지표면에서 운동하는 물체의 운동을 뜻한다. 지구가 만드는 중력은 균일하지 않지만 지표면에서 일정하다 가정하면 사용할 수있다.

## 초기속도
포물체가 초기속도 {\displaystyle \mathbf {v} _{0}}의 속도를 가지고 발사되었을 때 수평방향 성분과 수직방향 성분을 표현하면 다음과 같은 식을 얻을 수 있다.
{\displaystyle \mathbf {v} _{0}=v_{0x}\mathbf {i} +v_{0y}\mathbf {j} }.
수평성분과 수직성분 {\displaystyle v_{0x}} 와 {\displaystyle v_{0y}}는 발사 각도 {\displaystyle \theta }를 사용하여 표현할 수 있다.
{\displaystyle v_{0x}=v_{0}\cos \theta },
{\displaystyle v_{0y}=v_{0}\sin \theta }.

## 포물선 운동에서 물리량
포물선 운동에서 수직방향 운동과 수평방향 성분은 서로 독립이다. 이는 'compound motion'의 원리라 불리며 1638년 갈릴레오에 의해 제창되었다.

### 가속도
이 운동에서 오직 수직방향의 가속도 만 존재함으로 {\displaystyle \mathbf {v} _{0}\cos \theta }수평방향 속도는 일정하다. ( 항상 )이다. 수직방향 속도는 자유낙하 운동을 따르며 가속도는 일정하다. {\displaystyle -y}방향으로 중력이 작용하는 좌표계에서 {\displaystyle x}와 {\displaystyle y}성분의 가속도는 다음과 같다.:
{\displaystyle a_{x}=0},
{\displaystyle a_{y}=-g}.

### 속도
속도의 수평방향 성분은 가속도가 {\displaystyle 0}이므로 수평방향 속도는 변하지 않는다. 수직아래방향의 속도 성분은 중력에 의해 일정하게 증가하게 된다. {\displaystyle x} 와 {\displaystyle y}방향 속도 성분은 다음과 같다.
{\displaystyle v_{x}=v_{0}\cos(\theta )},
{\displaystyle v_{y}=v_{0}\sin(\theta )-gt}.
포물체의 속도는 다음과 같다.:
{\displaystyle v={\sqrt {v_{x}^{2}+v_{y}^{2}\ }}}.

### 변위(위치)
시간에{\displaystyle t}에 따른 수평성분과 수직성분은 다음과 같다. 이는 속도를 적분하여 얻을 수 있다.
{\displaystyle x=v_{0}t\cos(\theta )},
{\displaystyle y=v_{0}t\sin(\theta )-{\frac {1}{2}}gt^{2}}.

## 같이 보기
- 포물선

포물선에서 공기저항을 고려했을 때, 시간에 따른 변위와 속력 그래프
속력-시간 그래프 변위-시간 그래프